# Alan Kamara
Alan Kamara (sinh ngày 15 tháng 7 năm 1958) là một cựu cầu thủ bóng đá người Anh từng thi đấu 339 trận ở Football League cho York City, Darlington, Scarborough và Halifax Town.